# Alucita sikkima
Alucita sikkima är en fjärilsart som beskrevs av Moore 1887. Alucita sikkima ingår i släktet Alucita och familjen mångfliksmott, (Alucitidae). Inga underarter finns listade i Catalogue of Life.